# Петър Станков
Петър Станков е български юрист и общественик, деец на Македонските братства.

## Биография
Петър Станков е роден  на 29 юни 1873 година в Тетово, тогава в Османската империя, днес в Северна Македония. В 1893 година завършва с осмия випуск Солунската българска мъжка гимназия. В 1895 година завършва Юридическия отдел на Висшето училище в София. Участва в дейността на Македонската организация и е делегат на нейния пръв конгрес в 1895 година.
Работи като съдия в окръжния съд в Плевен към 1902 година. По-късно е прокурор в софийския окръжен съд.
Представител е на Тетовско-Гостиварското братство на Учредителния събор на Съюза на македонските емигрантски организации, проведен в София от 22 до 25 ноември 1918 година. Участва като делегат от братството в обединителния конгрес на Македонската федеративна организация и Съюза на македонските емигрантски организации от януари 1923 година.